# Dendrobates mysteriosus
Dendrobates mysteriosus (tên tiếng Anh: Marañón Poison Frog) là một loài ếch thuộc họ Dendrobatidae.
Đây là loài đặc hữu của Peru.
Môi trường sống tự nhiên của chúng là rừng ẩm vùng đất thấp nhiệt đới hoặc cận nhiệt đới.
Chúng hiện đang bị đe dọa vì mất môi trường sống.

## Hình ảnh

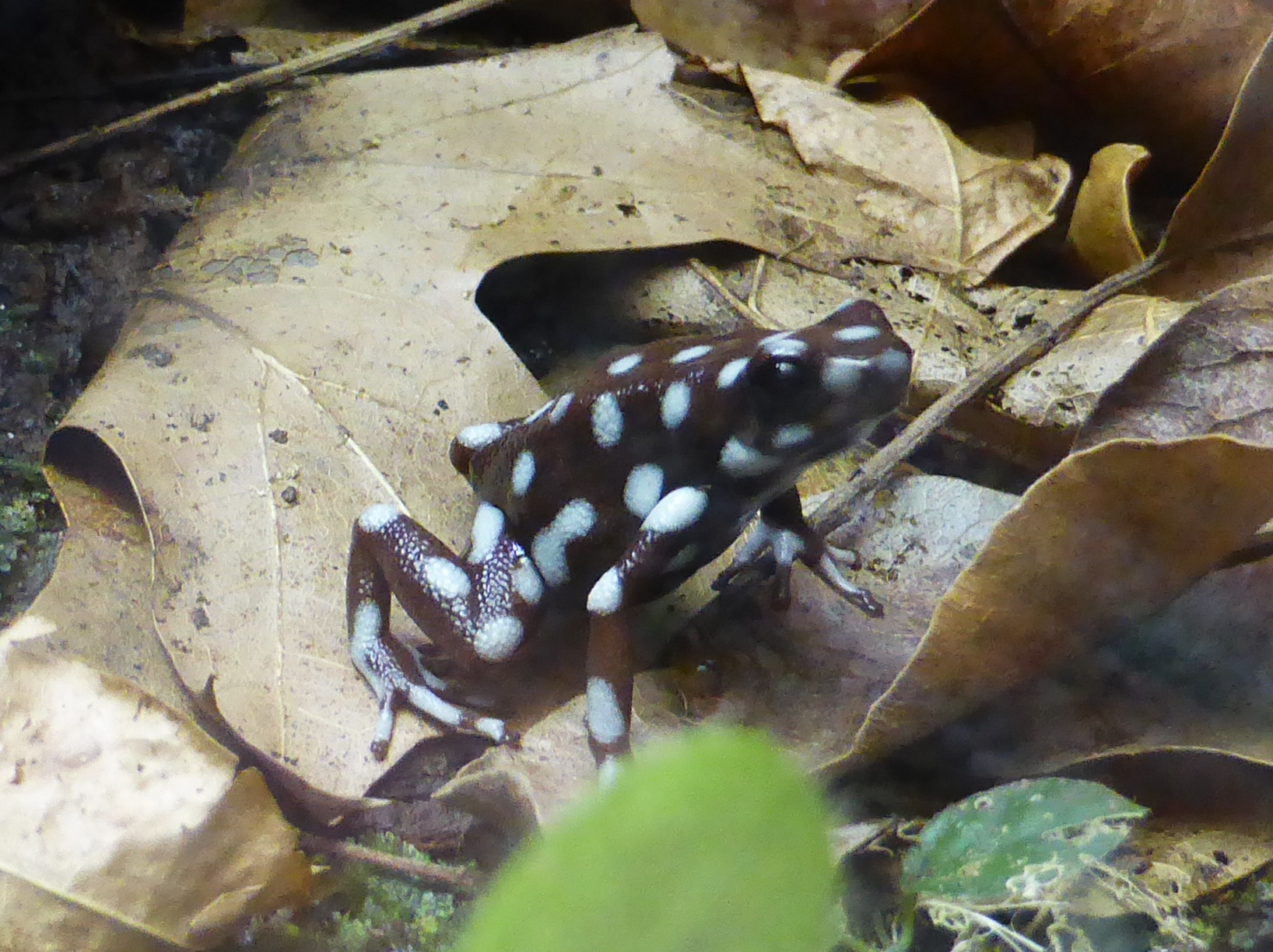
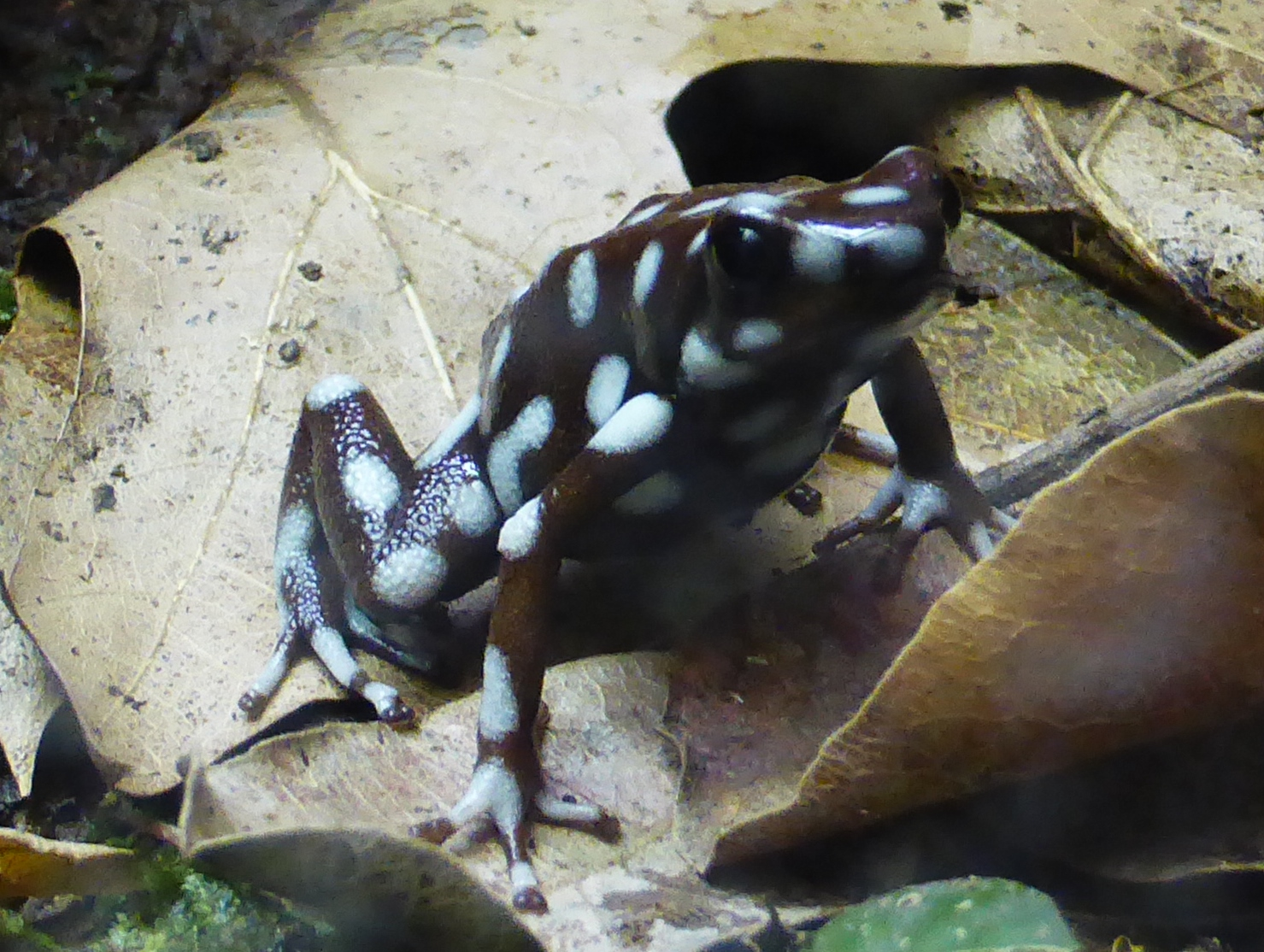